# Obstrukció (politika)
Obstrukciónak nevezzük azt a tevékenységet, amikor egy szervezet döntési folyamatát jogszerű, de nagyon hosszú ideig tartó „áltevékenységgel” hátráltatják. A szó maga „akadályozást” jelent, egyfajta tiltakozó tevékenység.

## Lényege
A kifejezés leginkább parlamentekben fordult elő, amikor a döntési helyzetben nem levő kis pártok nagyon sok, nagyon hosszú hozzászólással hátráltatták (vagy tették lehetetlenné) a nekik kedvezőtlen döntéseket. Az obstrukció ellen a legtöbb parlamentben – legelőször Angliában – szigorú intézkedésekkel védekeztek, és a szólásjog korlátozásától (klotűr) a kivezetésig mindenféle intézkedést alkalmaznak.
Az USA szenátusában jelenleg is élő „jog” az obstrukció, a szó megvonásához a szenátorok 2/3-os szavazása szükséges. „Az obstrukció a kisebbség zsarnokságát szolgálja” – mondta Bill Frist amerikai szenátor 2004 novemberében, amikor 2000 óta a kisebbség obstrukciója 10-szer akadályozta meg az új legfelsőbb bírák megválasztását.

## Az obstrukció történetéből
Obstrukciót először az ír képviselők alkalmaztak az angol parlament alsóházában. Az osztrák képviselőházban is voltak komoly (és talán a mai szemmel furcsa) obstrukciók: a képviselők mindenféle zajkeltő eszközzel (sípokkal, dobokkal, kereplőkkel) csaptak olyan zajt, amivel lehetetlenné tették a tanácskozást.
A magyar parlamentben sem volt ismeretlen a fogalom. 1895-ben Mikszáth – szabadelvű képviselőként – azt írta: „Az obstrukció a parlamentarizmus legnagyobb nyavalyája. Ha ez sokszor ismétlődik, vagy ha felette keményen lép fel, megöli a parlamenteket egyenként s végül a parlamentarizmust egészen.” 1904-ben Tisza István úgy döntött, hogy fellép a parlamenti működést veszélyeztető magatartás ellen, és a Szabadelvű Párt a házszabály puccsszerű megváltoztatásával eltörölte az obstrukció jogát. Az ellenzék úgy érezte, hogy a tiltakozásra már nincs más eszköze, fizikailag szétverte az üléstermet. 1912-ben a házelnöki jogkör kibővítésével és a fegyveres parlamenti őrség bevezetésével (amely a renitenskedő ellenzéki képviselőket kivezethette) már sikerült működőképessé tennie az országgyűlést. 1911. október 31-én Tisza István így nyilatkozott: „Elérkezett az idő, hogy a Nemzeti Munkapárt végre a saját útján haladjon, s a házszabályok szigorú alkalmazásával ismét helyreállítsa a parlament munkaképességét. Általános szokás, hogy az elnökség olyan kisebbséggel szemben, mely lojális módon él a házszabályokkal, egészen más magatartást tanúsít, mint olyan kisebbségekkel szemben, mely a házszabályok minden rejtett eszközét felhasználja arra, hogy garázdálkodhassék.”
Az obstrukció politikai eszköz abban az esetben, ha a parlamenti többség nem veszi figyelembe az esetleges kisebbség véleményét, és a kisebbség tiltakozni akar. A legtöbb elemző (már az 1800-as években is) ezt azonban károsnak tartotta és tartja, mert ennek az az ára, hogy a döntési folyamatot megbénítja, a tiltakozása mellett sokkal súlyosabb károkat okozhat a munkafolyamat fennakasztásával, esetleg a parlamentáris rendszer hosszabb idejű megbénításával. Korunk legtöbb parlamenti demokráciájában erre a házszabályok már nem adnak lehetőséget.

## Filibuster
A filibuster az angolszász országokban az obstrukció egy formája, egy parttalan, korlátlan, időhúzó szándékú beszédforma. Olyan országokban, ahol az alkotmány nem szab határt a parlamenti képviselő hozzászólásának, a filibuster elfogadott forma. Célja gyakran egy törvényjavaslat elfogadásának megakadályozása.